# The Loneliest
The Loneliest è un singolo del gruppo musicale italiano Måneskin, pubblicato il 7 ottobre 2022 come terzo estratto dal terzo album in studio Rush!.

## Descrizione
Il brano è stato scritto dai membri del gruppo assieme a James Abrahart, Jason Evigan, Rami Yacoub e Sarah Hudson, con la produzione di Fabrizio Ferraguzzo, nel corso di una sessione di registrazione a Los Angeles. Il frontman Damiano David ha raccontato il significato del brano:
 Il chitarrista Thomas Raggi ha definito il processo di stesura della musica, affermando che abbia «sperimentato molto con la chitarra e i pedali e ho usato l'Igmo, che mi ha permesso di scrivere in modo creativo e darle colore», mentre il batterista Ethan Torchio ha definito il processo produttivo di The Loneliest risanatorio per la band.

## Promozione
The Loneliest è stato eseguito per la prima volta dal vivo durante l'esibizione del gruppo all'Underworld di Londra il 6 ottobre 2022, facendo il suo debutto televisivo dieci giorni più tardi durante la loro apparizione a Che tempo che fa.
Nel novembre 2023 il gruppo ha eseguito il brano in un concerto a Rio de Janeiro per rendere omaggio a Cazuza.

## Accoglienza
Fabio Fiume, recensendo il brano per All Music Italia, ha assegnato al brano 8 punti su 10, soffermandosi sugli strumenti musicali adoperati nel brano: la batteria viene descritta «potente» ma con «un'educazione rispettosa» del tema della ballata, e la chitarra come «identificativa [...] dello stato di grazia in cui naviga la band». Fiume inoltre trova nel frontman la capacità di proporsi «in maniera dolce, delicata». Mattia Marzi di Rockol scrive che The Loneliest suona «iperclassico» come una «ballata d'altri tempi» per suoni e struttura narrativa, trovando il testo di una «semplicità disarmante»; Marzi termina la recensione confrontando il brano con il singolo Supermodel, affermando che «rispetto al sound californiano e il groove modern rock di Supermodel, qui i Maneskin ripescano le atmosfere ariose e orchestrali di ballate come Torna a casa; [...] tasselli principali del loro percorso italiano». Liz Scarlett di Louder ha definito il brano «una svolta più seria e molto più emozionante per la band».
Gianni Poglio di Panorama descrive i punti di forza del brano, riscontrandoli nell'interpretazione del cantante «a fuoco ed efficace», nella produzione e musicalità, e nell'assolo di chitarra, definito «originale e melodicamente ineccepibile». Gabriele Scorsonelli de Il Fatto Quotidiano associa il brano a November Rain dei Guns N' Roses, sebbene sottolinei che «l'assolo di chitarra di Thomas evoca, in un riferimento che non ha decisamente la pretesa di diventare un paragone» con il gruppo statunitense, trovandolo un gesto di «ammirazione per lo storico gruppo».

## Video musicale
Il video, girato presso la Villa Cusani Tittoni Traversi a Desio sotto la regia di Tommaso Ottomano, è stato reso disponibile il 12 ottobre 2022 attraverso il canale YouTube del gruppo.
Giacomo Aricò per Vogue Italia scrive che il video abbia «una forte componente dark dai riferimenti cinematografici tipici dello stile Gotico», soffermandosi sulla sequenza definita «simbolica» dove «il frontman vive una sdoppiamento tra il suo subconscio (dove lo vediamo annegare) e la realtà (dove vomita acqua al funerale)». Alessandra De Tommasi di Vanity Fair riscontra che «questo racconto a tinte dark quasi burtoniane amplifica la potenza della canzone stessa» trovando la regia «splendida».
Nel 2023 il video ha vinto l'MTV Video Music Award al miglior video rock.

## Tracce
Testi e musiche di Måneskin, Rami Yacoub, Sylvester Willy Sivertsen, Jason Evigan, Sarah Hudson e James Abrahart.
1. The Loneliest – 4:07

## Successo commerciale
The Loneliest ha esordito in vetta alla classifica globale del weekend di Spotify dopo aver totalizzato oltre 4 milioni di riproduzioni. Dopo una settimana il brano ha esordito alla 53ª posizione della classifica settimanale globale della medesima piattaforma, segnando il più alto nuovo ingresso con 9 milioni e mezzo di stream.
In Italia ha fatto il suo debutto in cima alla Top Singoli, divenendo il secondo singolo del gruppo a raggiungere tale risultato. Nel Regno Unito non è entrato nella Official Singles Chart, ma ha esordito al 41º posto nella classifica dedicata ai singoli fisici più venduti della settimana.

## Classifiche

### Classifiche settimanali
| Classifica (2022-23)             | Posizione massima |
| -------------------------------- | ----------------- |
| Austria                          | 24                |
| Belgio (Fiandre)                 | 12                |
| Belgio (Vallonia)                | 1                 |
| Canada (rock)                    | 43                |
| Francia                          | 11                |
| Germania                         | 82                |
| Grecia                           | 7                 |
| Irlanda                          | 88                |
| Italia                           | 1                 |
| Lettonia                         | 7                 |
| Lituania                         | 2                 |
| Lussemburgo                      | 16                |
| Norvegia                         | 37                |
| Paesi Bassi                      | 31                |
| Polonia                          | 81                |
| Portogallo                       | 44                |
| Repubblica Ceca                  | 22                |
| Slovacchia                       | 22                |
| Stati Uniti (alternative)        | 4                 |
| Stati Uniti (rock & alternative) | 33                |
| Svezia                           | 48                |
| Svizzera                         | 13                |
| Ungheria                         | 34                |

### Classifiche di fine anno
| Classifica (2022) | Posizione |
| ----------------- | --------- |
| Belgio (Fiandre)  | 137       |
| Belgio (Vallonia) | 145       |
| Italia            | 76        |
| Classifica (2023) | Posizione |
| Belgio (Vallonia) | 6         |
| Francia           | 33        |
| Italia            | 89        |

## Riconoscimenti
- MTV Video Music Awards
  - 2023 – Miglior video rock[27]
- Videoclip Italia Awards
  - 2023 – Miglior videoclip rock[48]
  - 2023 – Migliore fotografia
  - 2023 – Candidatura al migliore montaggio
  - 2023 – Candidatura ai migliori effetti visivi
  - 2023 – Candidatura al migliore styling